# Милан Стевановић
Милан Стевановић (Купиново, 23. фебруар 1947) је црногорски ортопед, хирург, микрохирург, академик и ван радни члан Одељења медицинских наука Српске академије наука и уметности од 30. октобра 2003.

## Биографија
Докторирао је на Медицинском факултету Универзитета у Београду 1987. године. Радио је као директор Микрохируршке лабораторије од 1999. и као редовни професор на Универзитету Калифорније од 2001. Основао је у Србији одељење за микрохирургију, а 1984. године се преселио у Лос Анђелес где је постао један од најпознатијих светских стручњака. Отишао је у хуманитарну мисију у Јужноафричку Републику како би помогао ондашњем становништву. У болници са четири хиљаде кревета је требао да остане шест недеља, а задржао се шест месеци. Године 1990. је отишао у Лос Анђелес, где је стекао славу у Америци, али је стално промовисао српску медицину као и на конгресу Европске федерације микрохируршких удружења 5—8. маја 2018. Уредник је Hand Surgery и рецензент Reconstructive Microsurgery. Ван радни је члан Одељења медицинских наука Српске академије наука и уметности од 30. октобра 2003. Добитник је награде Чедвик Смит.